# Transport ferroviaire au Royaume-Uni
Les transports ferroviaires au Royaume-Uni sont les plus anciens du monde, puisque c’est dans ce pays que les premières lignes commerciales ont été construites, dans le premier tiers du XIXe siècle.

## Histoire
D'après un rapport de George Stephenson de 1856, le Royaume-Uni de Grande-Bretagne et d'Irlande possédait déjà 8 054 milles (12 961 km) de chemins de fer et avaient coûté 286 millions de livres sterling. Les Compagnies de chemin de fer employaient 90 400 agents. Les machines brûlaient chaque année 2 millions de tonnes de charbon.

Carte des infrastructures ferroviaires britanniques, par nombre de voies, électrification, vitesse maximale et trafic.

Après avoir développé son réseau par des compagnies privées, l’ensemble fut nationalisé, puis privatisé via un système de franchises à la fin du XXe siècle par le gouvernement conservateur de Margaret Thatcher, qui voulait favoriser l’initiative privée, diminuer le rôle de l’État, faire faire des économies à l’État, et améliorer l’efficacité du fonctionnement des chemins de fer. Les lignes de chemin de fer, entretenues par Network Rail, sont louées à dix-neuf exploitants privés.
Au début du XXIe siècle, la privatisation des chemins de fer britanniques cause de grandes difficultés. Les compagnies privées ne réussissent pas à être profitables. Seize des dix-neuf exploitants privés bénéficient de subventions. De plus, en cas de perte, les opérateurs dans les trois secteurs jugés rentables, voient 50 à 80 % de leurs pertes prises en charge par l’État. La ligne la plus fréquentée du pays, Londres-Édimbourg (17 millions de passagers par an), a dû être abandonnée prématurément par GNER en 2006, considérant qu’il serait impossible d’y faire des bénéfices ; l’exploitant suivant, National Express, décide de se retirer fin 2009.
La qualité de service et la sécurité du réseau sont sujettes à de nombreux débats depuis la privatisation. L’enquête relative au déraillement de Hatfield (4 morts et 70 blessés en octobre 2000) a permis de comprendre que les gestionnaires privés investissaient très peu dans la sécurité et l'entretien des lignes, l’ensemble de ces dernières étant désormais en mauvais état. En dix ans les prix des transports ferroviaire ont augmenté de 40% sans que les services ne soient améliorés, ce qui pose la question de la renationalisation. Mais depuis la reprise en main du réseau par l’État en 2010, le nombre d'accidents a fortement chuté. En 2013, un rapport du Centre de recherches sur le changement socioculturel établit que les dépenses publiques dans les réseaux ferroviaires ont été multipliées par six depuis la privatisation de 1993. Selon le document, les sociétés d’exploitation ferroviaire ont bénéficié d’« une envolée des dépenses publiques à partir de 2001, quand l’État s’est vu contraint d’intervenir pour compenser la faiblesse de leurs investissements ». Le dimanche premier janvier 2017, un train est parti de la Chine à destination du Royaume-Uni. Une grève de vingt-sept jours est menée en décembre 2019 par les salariés du rail britannique pour protester contre la remise en cause de la présence d’un second agent à bord.

## Utilisation
Le réseau britannique est en troisième position européenne par rapport à la distance parcourue par passager. Il dépasse les dix milliards de passagers kilomètres par trimestre.
| Pour des raisons techniques, il est temporairement impossible d'afficher le graphique qui aurait dû être présenté ici. |
| * Source des données: Eurostat mise à jour au 21/09/2016                                                               |

## Caractéristiques techniques
Le réseau ferroviaire britannique se décline sous deux formes répondant des caractéristiques techniques différentes :
- le transport ferroviaire en Grande-Bretagne utilise l'écartement standard de 1 435 mm (soit 4 pieds 8 pouces et demi) ;
- le transport ferroviaire en Irlande en usage sur l'ensemble de l'île (et pas seulement en Irlande du Nord) adopte un écartement large de 1 600 mm (soit 5 pieds 3 pouces).

## Situation en 2020
En 2018, une partie du réseau Est, et, en 2020, une partie du réseau Nord, repassent sous contrôle gouvernemental,.
Le projet de ligne rapide "HighSpeed2" entre Londres et Édimbourg devrait être progressivement opérationnel en 2026-2033.
En 2021, la création de l'entreprise publique Great British Railways est annoncé pour 2023.